# Народна комунистическа партия на Турция
Народната комунистическа партия на Турция (на турски: Halkın Türkiye Komünist Partisi, HTKP) е комунистическа политическа партия в Турция, основана през 2014 г. Неин председател е Умут Куруч.

## Образуване
След период на вътрешни противоречия в Комунистическата партия на Турция, партията решава да се раздели на две фракции – едната водена от Еркан Баш и Метин Чулхаоглу, които основават Народната комунистическа партия на Турция на 13 юли 2014 г.; с другата фракция създава Комунистическата партия. На 15 юли 2014 г. двете съперничещи фракции постигнаха консенсус за замразяване на дейността на бившата партия и нито една от фракциите не използва името и емблемата на Комунистическата партия на Турция.